# On n'est pas là pour se faire engueuler !
On n'est pas là pour se faire engueuler ! est le nom d'une compilation hommage à Boris Vian sortie le 23 juin 2009.
L'album, qui porte le titre de l'une des chansons les plus connues de Vian, On n'est pas là pour se faire engueuler, est sorti pour le cinquantième anniversaire de la mort de Boris Vian. Le journaliste Olivier Nuc en est le directeur artistique et Fred Pallem est l'unique arrangeur des titres de l'album sauf pour Cinématographe (Matthieu Chedid), Elle serait là, si lourde (Claire Diterzi) et Le Déserteur (Olivier Nuc).
Le premier disque, Chansons probables se compose de reprises des grands succès. Le second, Chansons improbables, rassemble des textes de Boris Vian, avec de nouveaux arrangements destinés à être interprétés par des artistes actuels. Cet album est dédié à Henri Salvador et Alain Bashung qui auraient dû y participer.
Ce disque a été l'objet d'un spectacle joué en 2009 aux Nuits de Fourvière (Lyon), à la salle Pleyel (Paris) et aux Francofolies de La Rochelle avec Thomas Fersen, Arthur H, Adrienne Pauly, Jean-Louis Trintignant, Agnès Jaoui, Barbara Carlotti, Carmen Maria Vega, François Hadji-Lazaro et Merlot. 

## Liste des titres
CD1 - Chansons probables
1. Interprètes multiples - On n'est pas là pour se faire engueuler
2. Juliette - La Complainte du progrès (les Arts ménagers)
3. Katerine - Je bois
4. Christian Olivier (Têtes Raides) - Les joyeux bouchers
5. Lio - Natacha chien-chien
6. Maurane - Blouse du dentiste
7. -M- - Cinématographe
8. Carmen Maria Vega & Merlot - Bourrée de complexes
9. François Hadji-Lazaro - Fais-moi mal Johnny
10. Olivia Ruiz - La Java des bombes atomiques
11. Emily Loizeau - Ses baisers me grisaient (Kisses Sweeter than Wine)
12. Mademoiselle K - Quand j'aurai du vent dans mon crâne
13. Didier Wampas - Rock and Roll-Mops
14. Thomas Fersen - Barcelone
15. Michel Delpech - J'suis snob
16. Lambert Wilson - Monsieur le Jazz
17. Rona Hartner - L'Âme slave
18. Mathieu Boogaerts & Dick Annegarn - Faux frères (Bird Dog)
19. Juliette Gréco - Le Déserteur

CD2 - Chansons improbables
1. Zebda - C'est ici...
2. Arielle Dombasle - J'suis snob
3. J.P. Nataf - Balade du lapin
4. Carole Bouquet - Terre-lune
5. Arthur H - Casserole-sérénade
6. Claire Diterzi - Elle serait là, si lourde
7. Antoine de Caunes - Cantate des boîtes
8. Daphné - S'il pleuvait des larmes
9. Holden - Il est tard
10. Agnès Jaoui - L'Année à l'envers
11. Daniel Darc - Pas pour moi
12. Jeanne Moreau - Que tu es impatiente
13. Édouard Baer - Je voudrais pas crever
14. Jane Birkin - Bientôt
15. Kent - Les Isles
16. Carla Bruni - Valse des mannequins
17. Jean-Louis Trintignant - Je mourrai d'un cancer de la colonne vertébrale
18. Barbara Carlotti - La Neige
19. Jean-Claude Dreyfus - La Marche du concombre